# La Qüestió d'Andorra
La Qüestió d'Andorra és l'expressió amb la qual hom es refereix a la revolució del 1881 que es va produir a Andorra. El segle xix a Andorra és un paradoxisme i una mostra evident dels problemes de la construcció d'Europa.
Les antigues potències monàrquiques, com és el cas de França o Castella, continuen expandint el seu projecte imperial. Aquest rau en el convenciment que la cultura francesa i castellana és superior a la resta. Així es colonitzen pobles a l'Àfrica o a Amèrica. A Europa, aquests mateixos Estats, ressusciten les ambicions territorials d'antuvi i entren en guerra contra els Estats veïns. Alemanya veu a Alsàcia un territori alemany i França hi veu territori francès.
De la mateixa manera, Anglaterra veu a Irlanda territori anglès i Irlanda hi veu territori irlandès. Castella veu en Portugal, els Països Catalans, el País Basc i Galícia territoris castellans, mentre que aquests hi veuen nacions que res tenen a veure amb Castella. Espanya va fins i tot més enllà i veu territori castellà a Amèrica.
Andorra en tot aquest assumpte es veu a la cruïlla. El nacionalisme català hi veu territori propi. L'espanyol hi veu territori pancastellà. El francès hi veu territori panfrancès. La Revolució Industrial apunyala amb força l'economia de l'Antic Règim a Andorra. El microestat entra en una crisi de grans dimensions.
Influenciada per la Revolució Francesa, la classe alta andorrana, que no se sent identificada amb la revolució, promou una primera revolta anomenada "des de dalt" per a democratitzar les institucions andorranes amb vista de prendre el poder i així canviar les polítiques des del parlament andorrà. Polítiques que haurien de millorar l'economia i, de retruc, els seus negocis.
Neix així la intenció de fer d'Andorra un nou Mònaco. Però l'estratègia fracassa i és la classe baixa del país que pren les armes per imposar el projecte monegasc a Andorra. Els coprínceps tornen a fer fracassar la revolta i a partir de llavors neix l'anomenada «Qüestió d'Andorra».
França proposà a Andorra infraestructures a canvi d'esdevenir francesos. Espanya fa exactament el mateix. Davant les dues propostes i en plena Renaixença catalana, els andorrans cultiven llavors les traces del primer nacionalisme andorrà. La Qüestió d'Andorra esdevé llavors una qüestió geopolítica. Els interessos de França, Castella i Catalunya es concentren a Andorra i aquesta, discordant, crea el seu propi projecte nacional: l'Estat-nació andorrà.

## Historiografia
El segle xix andorrà és el preludi del canvi i mereix una consideració especial. És un moment de transició, entre el món antic i la contemporaneïtat, segle de reformes, entre revoltes a l'andorrana i les influències divergents dels estats veïns, en una lluita per aconseguir la supremacia sobre el país.
El decret de restauració napoleònic i la Nova Reforma del 1866 han estat els moments considerats clau d'aquest segle. Però els episodis revolucionaris del 1868 i del 1888 i les seves conseqüències poden donar molt més joc, en ser els preludis de les grans transformacions del segle xxi.
Un altre buit destacable és el paper de les grans famílies andorranes. Tot i que tenen les arrels de la seva puixança en els segles xvi i sobretot el xviii, no és fins al segle xix que troben el punt d'eclosió, en un procés paral·lel d'obertura econòmica a nous mercats i de participació política. Malgrat l'enorme influència que van exercir sobre la vida política i econòmica del país, el seu paper i les seves dinàmiques concretes són encara una ombra a la historiografia d'Andorra, com a conseqüència, en part, de la dificultat per accedir a la documentació privada.
Documents primaris més rellevants:
- Jordi Buyreu, Diplomatari de la vall d'Andorra - segle xviii, v (vii), Andorra, Govern d'Andorra, 2012.
- Esteve López i Joan Peruga, Diplomatari de la vall d'Andorra - segle xix, ii, Andorra, Govern d'Andorra, 1994
- Pla de Nova Reforma. Les causes de la revolta

Tot al llarg del segle xix es publiquen diverses biografies d'autors estrangers que s'apropen a Andorra i miren d'explicar al món exterior tot allò que saben sobre Andorra. Aquests escrits no són del tot fiables però permeten als historiadors entendre les mentalitats de l'època així com la manera de viure dels andorrans del segle xix. Es poden considerar com una font de treball:
- Pierre-Roch Roussillou, De l'Andorre, Tolosa, F, Vieusseux, 1823 [Andorra: Ministeri d'Afers Exteriors, 2005].
- Tomàs Junoy, Relació sobre la Vall de Andorra, Tolosa, Imprimerie de Ph. Montaubix, 1838, [Andorra la Vella: Govern d'Andorra, 1995]
- Jean-Jacques Caron [Abbé Caron], Notice historique sur la République de l'Andorre, Versalles, 1849
- Lluís Dalmau i de Baquer, Historia de la república de Andorra, Barcelona, Pablo Riera, 1849
- Henri Castillon d'Aspet, Histoire d'Ax et de la Vallée d'Andorre, Tolosa: Imprimerie du Midi, 1851

Alguns d'aquests escrits han estat digitalitzats i poden consultar-se al Banc Digital Mundial, a la pàgina web de l'Arxiu Nacional d'Andorra o bé a lloc web del Banc Nacional de França. La Banca Privada d'Andorra també edità una compilació de tots aquests escrits en un volum titulat Paraules per a la història. Obra commemorativa el 50è aniversari de BPA. Altres poden consultar-se igualment a Google Books.

## La Revolució Industrial

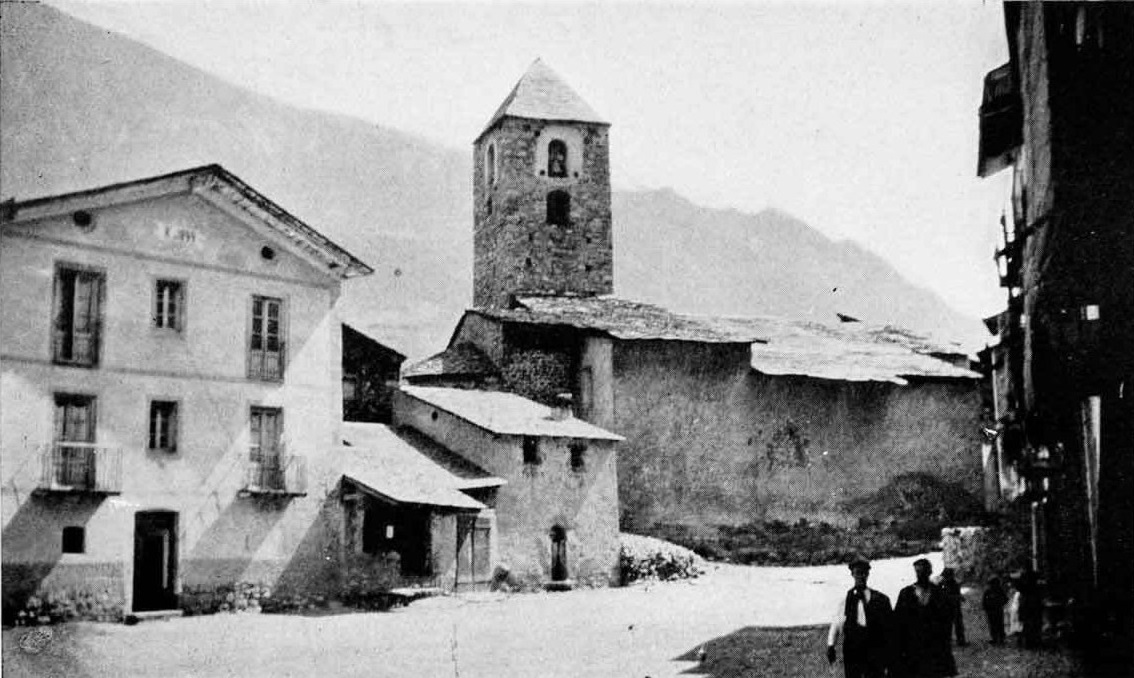
Andorra la Vella l'any 1920

### L'adveniment de la ruïna de l'economia de l'Antic Règim
Si pel Regne Unit, Bèlgica, França, Suïssa o Alemanya la revolució industrial va representar un desenvolupament espectacular de la societat, economia i ciència, per Andorra va suposar la ruïna. Les fàbriques de Catalunya i França van fer la competència a una economia andorrana estancada en l'època moderna. L'Andorra del principi del segle xix va mantenir-se amb el mateix model econòmic. Mentre Catalunya no s'industrialitzava, Andorra gaudia de temps pròspers, però a partir del moment en què Catalunya esdevé el motor industrial de l'Estat espanyol, Andorra s'arruïna per la manca d'adaptació als nous corrents. Així, del 1800 al 1898 es constata una baixa més que significativa de caps de bestiar al país. El bestiar es redueix a la meitat. L'any 1767 a conseqüència de la revolució tèxtil la confraria de paraires es dissol. Els comuns, que treien profit de les fargues i del tèxtil artesanal, van perdre poder adquisitiu. Les fargues van començar a tancar progressivament. De deu només en va quedar una. L'any 1850 la producció de la farga dels Areny va caure en picat. L'alt cost del transport, la dificultat de trobar mena, l'esgotament dels boscs i els centres de producció gegantins catalans i francesos van catapultar el país a una crisi espantosa. L'únic sector que encara es mantenia mig dret era el contraban. Però el govern de Madrid i de París solien posar-hi entrebancs. El veguer francès de fet redactava tot sovint informes sobre el contraban andorrà que després destinava al copríncep. El decret del bisbe Boltàs que prohibia el comerç, però no el cultiu del tabac, va empènyer els andorrans a ser paquetaires. En un intent de remuntar la davallada, Escaldes va intentar construir una fàbrica tèxtil al 1870. Però l'aïllament del país va fer fracassar el projecte. A això, cal afegir-hi la pèrdua constant de població a causa de la còlera i a la febre groga. El que durant molt de temps va ser beneficiós per al país, és a dir, l'aïllament, es va transformar en el verí de l'economia del país. Incapaç d'adaptar-se als nous temps, l'Andorra del segle xix va caure definitivament en una crisi econòmica devastadora.

#### El còlera i la febre groga: èxode migratori
El nombre d'habitants del país va seguir la tendència econòmica del moment. A principi de segle, es constata un augment significatiu que passa de 4000 habitants a 6000. Però cap al 1875 la població es redueix. La relació població/recursos és molt important per entendre el perquè els habitants que hi havia a cada parròquia eren proporcionalment del mateix volum. Avui el país viu una situació molt contrastada, Andorra la Vella tota sola allotja el 60 % de la població. Aquells que van arribar en massa aviat van optar per emigrar i la mortalitat infantil es va disparar. Fins i tot les cases més benestants, com l'Areny-Plandolit, van patir mortalitat infantil. El còlera, per la seva banda, també no va trigar a aparèixer. Com a mesura de protecció el Consell General va establir cordons sanitaris a les fronteres del país per evitar que entrés l'epidèmia. Però, ni els metges andorrans ni els dels països veïns sabien llavors que el còlera es transmet per l'aigua. Els andorrans van adreçar-se a la Mare de Déu de Meritxell perquè resguardés el país de el còlera i de la febre groga. Es feien misses especials per veure si l'epidèmia marxava. El 1820 el prefecte de l'Arieja va ordenar al síndic que prengués mesures per evitar el contagi de la febre groga. Es va prohibir la importació de mercaderies, immigrar o emigrar, i mantenir contactes amb barcelonins, ciutat afectada greument per la febre groga. Andorra va perdre des de llavors constantment població fins al 1930. Els andorrans van emigrar principalment cap al sud de França (es calcula unes 14.000 persones als voltants de Besiers) i cap a la zona industrial catalana, en especial Barcelona (es calcula que hi havia un 15 % d'andorrans). Va ser aquest 15% que va crear les primeres publicacions periòdiques, una associació andorrana a l'estranger i un partit polític de caràcter progressista cap al començament del segle xx.

### Una societat estamental

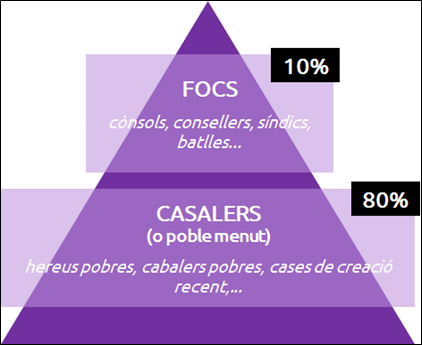
Estructura estamental andorrana de l'època moderna i del

La crisi econòmica en què va caure el país no va tardar a crear un malestar ben palpable entre la població. Eren cada cop més les veus que volien un canvi, solucions palpables i efectives. Veus que reclamaven canvis econòmics, socials i polítics, sobretot polítics. Però el Consell General, responsable de la política del país, va reaccionar amb la inacció. Un comportament força previsible. La societat andorrana del segle xix va seguir, d'igual manera que ho va fer l'economia, amb l'estructura de l'època moderna; és a dir, el sistema català d'hereus i pubilles. La mentalitat n'és un bon exemple: se seguia practicant la pena de mort. L'estructura social andorrana era doncs estamental. D'un costat estaven les cases riques, els focs. De l'altra banda estaven les cases més pobres o de recent creació, els casalers. El problema d'aquesta estructura era que els focs eren els únics a poder participar en el Consell General i el Consell de Comú: primerament perquè eren rics i podien pagar per seure al parlament, segon perquè eren els que més temps portaven a Andorra.
Paral·lelament, hi havia molts casalers que s'havien fet rics en poc temps gràcies al comerç, el contraban i les fargues. Però com que feia poc temps que estaven al país no podien ni votar, ni ser elegits. Estaven exclosos de la vida política. Resumint la situació, si el país tenia 4.000 habitants, només el 3% podia prendre decisions polítiques i a les famílies que governaven en aquell moment no els interessava moure un dit per resoldre la profunda crisi en la qual es veia immers el país. Salvant les distàncies, es podria dir que els andorrans d'aquest segle van experimentar els mateixos canvis europeus on la burgesia era cada vegada més nombrosa i rica, però sense drets polítics, que acaparava la noblesa. A Europa aquesta situació va provocar reformes i revolucions. Doncs bé, a Andorra també.

## Reforma des de dalt

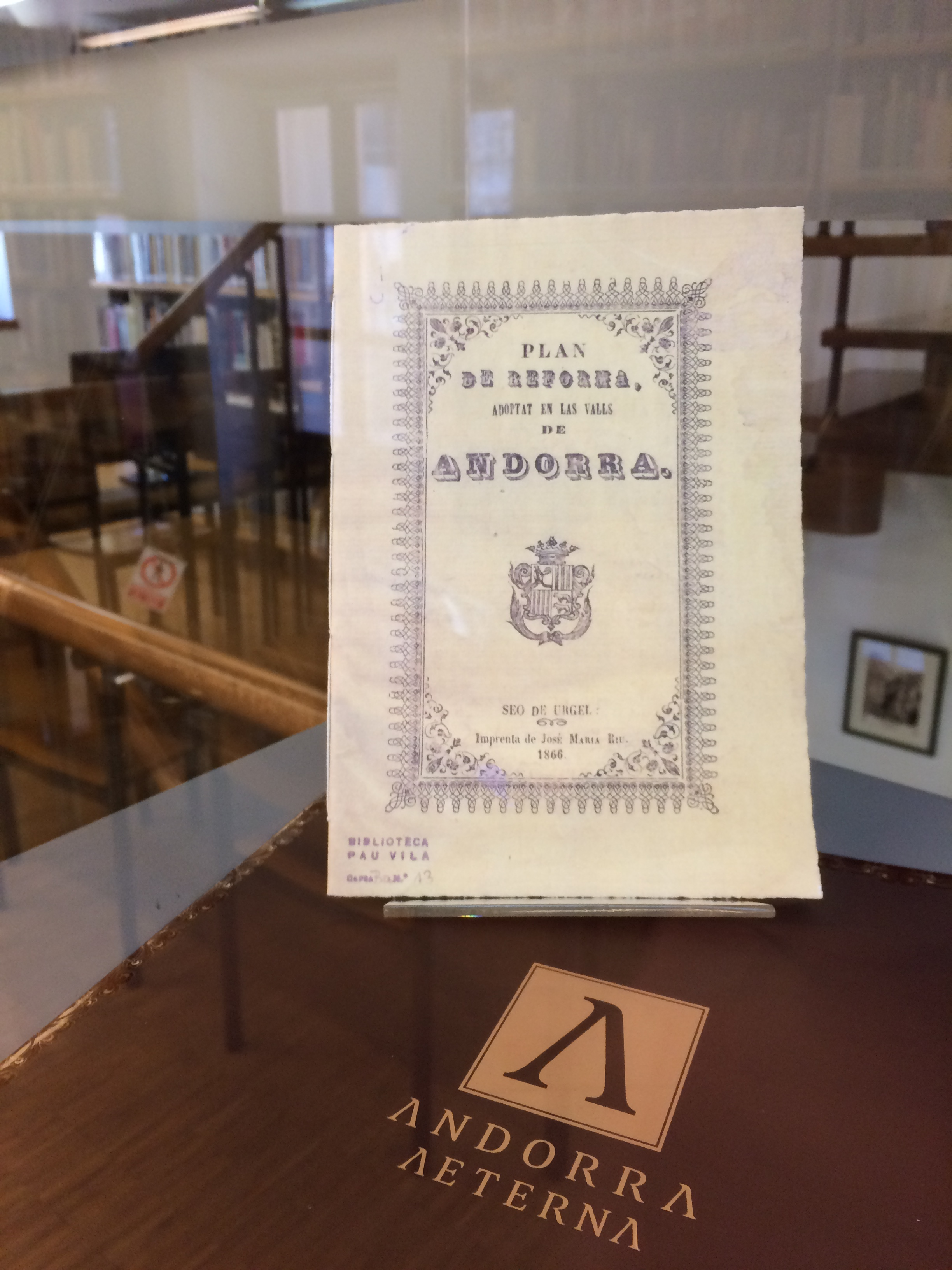
Pla de la Nova Reforma d'Andorra amb el qual s'ampliava la base de votants del país i es reformava les Lleis d'eleccions

Davant la reiterada negativa del Consell General a reaccionar, un grup de ciutadans andorrans que es van autoproclamar “reformistes” o “progressistes” van convocar reunions populars per tal d'aprovar una llista de canvis polítics en vista que els coprínceps els ratifiquessin atès que per sobre dels consellers (parlamentaris) hi havia els coprínceps. A aquestes reunions hi va participar Guillem d'Areny-Plandolit, un foc riquíssim, propietari de fargues i amb gran influència política al país. És dels noms que més han perdurat a la memòria andorrana i el seu museu és, sens dubte, una veritable mostra del luxe en el qual podien viure les famílies benestants andorranes. La biblioteca personal d'aquest senyor és considerada com la biblioteca privada més gran dels Pirineus. Fou ell que encapçalà la Nova Reforma, és a dir, el document resultant d'aquestes reunions i és per això que es parla d'una reforma des de dalt. El 22 d'abril del 1866 el bisbe, Josep Caixal i Estradé hi va decretar a favor a través del decret Pla de Reforma en el qual es recollien totes les peticions dels reformistes:
- dret a vot a tots els caps de casa sense diferències
- creació del càrrec de comissionat de poble amb la finalitat de controlar l'administració i els comptes comunals
- renovació de la meitat del parlament comunal i general cada dos anys
- incompatibilitat entre el càrrec de conseller general i el de cònsol o conseller de comú
- limitació del nombre de consellers de comú de cada parròquia
- durada màxima d'un càrrec a 4 anys[20][21]

Tres anys més tard el copríncep francès Napoleó III va ratificar la reforma. Els dos canvis més importants són el dret a vot, ja que elimina el sistema estamental que segregava focs i casalers, i el comissari de poble, ja que podia controlar les despeses públiques i posar fi als abusos. Per molt que la iniciativa fos positiva, no va canviar en res la situació econòmica del país. La solució va venir de l'experiència que els andorrans van treure del sector “hoteler”. Els comuns acostumaven a arrendar a particulars hostals. Als hostals s'hi venia vi i s'hi allotjava gent vinguda de fora. Durant els darrers anys del segle xix, quan la crisi es va fer més forta, Escaldes va començar a transformar els hostals en centres “turístics” aprofitant les aigües termals. Si alguna cosa va aportar la revolució industrial a Europa va ser el negoci de l'entreteniment. Uns pocs andorrans van veure en aquest nou sector, desconegut encara per al país, una oportunitat per sortir de la crisi. Així, naturalment la població andorrana es va decantar cap a la terciarització de l'economia que es va traduir en la voluntat de crear balnearis, casinos i negocis d'esbarjo.

### El Mònaco andorrà
El Principat de Mònaco, un petit país governat per un príncep que gaudia d'independència envers França, però que (com Andorra) tenia lligams històrics directament relacionats amb la seva sobirania, es va presentar com l'exemple a seguir. França va prohibir l'obertura de casinos al país i Mònaco va aprofitar aquesta prohibició per fer venir fortunes europees i així fer-les gastar els diners al país. Andorra va voler imitar Mònaco. El problema, però, era que el Consell General no tenia suficients recursos per finançar la construcció de cap balneari ni cap casino, ni tampoc per crear carreteres que permetin l'accés a un país fins ara únicament accessible amb mula o cavall. L'octubre del 1866 el Consell General va optar per signar un contracte de concessió. Es va assignar com a síndic el reformador Guillem d'Areny-Plandolit que havia d'exercir de mediador amb la companyia constructora estrangera. Concretament era la banca Duvivier de París qui, a través del contracte, podia construir balnearis, cases de joc, teatres, cafès... per 90 anys. A canvi, la companyia es comprometia a fer una carretera d'Escaldes fins a la frontera, així com millorar tots els camins escaients. El Consell General va voler que la companyia diposités 30.000 francs de l'època com a garantia.
Però el projecte va fracassar. Primerament perquè les infraestructures que havia de portar la terciarització d'Andorra eren molt elevades, més del que es preveia. Per tant, i en segon lloc, la companyia va començar a especular amb la concessió del joc i va decidir construir el casino a la Solana del Pas de la Casa, una zona que, a més, patia litigis entre Canillo, Encamp i els pobles francesos veïns. El Consell General va voler, de seguida, explicacions del síndic i de la banca Duvivier. Explicacions que no van servir de res perquè els coprínceps van intervenir tan bon punt es van assabentar de la iniciativa i van prohibir la construcció de casino, excepte els balnearis. La classe política andorrana no va poder oposar-se, ja que temia perdre els privilegis duaners. Molta gent havia posat les seves esperances en el canvi que produiria el casino i el balneari. El projecte no era només un capritx de la classe dirigent, però una realitat volguda per tota la població. La nació andorrana no va acabar d'acceptar aquesta decisió perquè implicava l'emigració cap a l'exterior. Per la qual cosa, si els coprínceps no volien el joc i les autoritats no reaccionaven, algú els ho havia de fer entendre: l'únic camí, la revolució.

## La Reforma des de baix

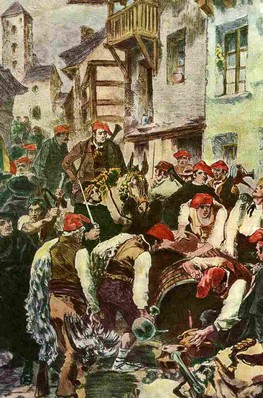
Pintura i portada del llibre Revolució de 1881 de l'Editorial Andorrana

El 8 de desembre del 1880 va esclatar una revolta (dita la Revolució de 1881) a Andorra que va durar fins al mes de juny del 1881. Una part del poble, la que patia més la crisi, jornalers, petits propietaris, cabalers... es va armar i amb el suport de les companyies de joc va organitzar un moviment contestatari que va fer caure el Consell General vigent substituint-lo per un altre: el Consell Revolucionari Provisional.
Assalten la casa del síndic general i l'obliguen a lliurar les claus i els segells de la Casa de la Vall. Tant el síndic com la seva família són detinguts. Van elegir un nou síndic, Joan Pla i Calvo i subsíndic, Pere Baró i Mas, metge de Sant Julià de Lòria. La primera actuació del Consell Revolucionari va ser concedir casinos i balnearis a una companyia estrangera.
Els coprínceps van respondre a la revolta popular amb el bloqueig de les fronteres, afectant les mercaderies, el bestiar i la circulació de persones. El 7 de juny del mateix any, mes en què acaba la revolta, uns quants lleials als coprínceps de Canillo i Encamp, les parròquies menys favorables a la revolució, van pujar fins a Ordino i La Massana per detenir els membres del Consell Revolucionari. A Escaldes els revolucionaris es van fer forts, però finalment van ser reprimits.
El dia 10 a la nit, després de diverses reunions entre representants dels revolucionaris i dels contrarevolucionaris, es va arribar a un acord conegut com el Tractat del Pont dels Escalls. L'acord va establir una amnistia general per als andorrans dels dos bàndols i la celebració de noves eleccions generals. Els coprínceps no van acceptar l'amnistia i van ordenar el Tribunal de Corts a jutjar i condemnar els revolucionaris. Un gran nombre va acabar entre reixes, desterrats o amb una forta multa.
Finalment al mes de juliol es van celebrar les eleccions estipulades al Tractat del Pont dels Escalls, d'una banda, i els coprínceps van prohibir formalment el joc a Andorra. Prohibició que va durar fins al 1993.
De seguida que Andorra es va independitzar de França i d'Espanya l'any 1993 amb la constitució que va permetre l'autodeterminació del país, el govern d'Andorra va intentar novament introduir un casino al país. Entre els empresaris que es van interessar en aquest nou casino hi ha estat l'empresa britànica Ladbrok's i l'empresari de Las Vegas, Sheldon Adelson, un dels homes més rics d'Amèrica i, segons Forbes, la setzena fortuna del món. Tanmateix, el projecte no va prosperar, aquest cop no perquè el copríncep hi estigués en contra, ja que després de la constitució els coprínceps regne però no governen, sinó perquè la població no va donar suport al projecte del Cap de Govern (president) Marc Forné, per por que es veiés el projecte des de la Unió Europea com una mena de "rentadora" de diner negre. En canvi, sí que es va legalitzar la loteria i les apostes. Però com que el projecte no va prosperar a Andorra, Sheldon Adelson es va adreçar al govern català l'any 2012 per construir a Catalunya una espècia de Las Vegas. La pressió entre el govern català i madrileny va fer que Sheldon Adelson apostés finalment per Madrid.

### La Qüestió d'Andorra
El fracàs d'aquesta revolta va ser encara més difícil de pair. Sobretot sabent que Madrid tornava a taxar l'entrada de mercaderies vingudes d'Andorra (1887). El govern de París, del seu costat, veient que el contraban proliferava, tampoc va esperar a endurir el control fins al punt de negar-se a millorar les carreteres franceses que portaven al país. La situació econòmica a Andorra era per perdre l'esperança. L'única nota positiva que es pot donar és la construcció del rec del Solà d'Andorra la Vella per a ús agrícola i la creació de la primera fàbrica tabaquera del país: Tabacalera Andorrana, SA (1899). Per entendre la pobresa que es vivia, només cal fixar-se en l'evolució dels naixements i matrimonis d'ençà del començament de la revolució industrial a Catalunya. Si el 1850 es va comptar 300 naixements, el 1920 ja només se'n comptava uns 90/80. De la mateixa manera, si el 1850 es van casar 60 parelles, el 1920 ja només 10.

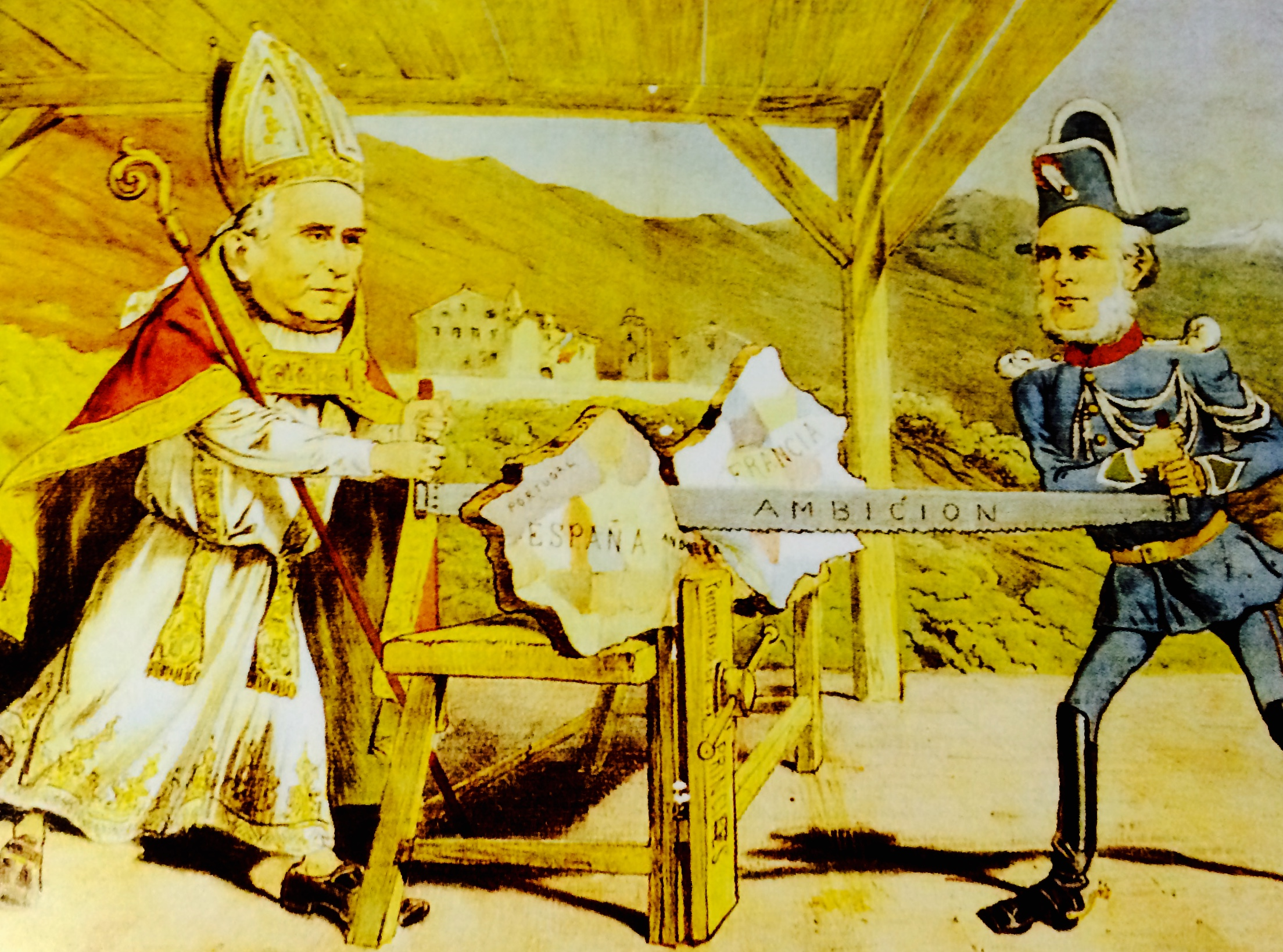
Caricatura de "La Qüestió d'Andorra" del 24 de juny de 1881 per Enric Palmitjavila

Tanmateix, si d'alguna cosa va servir la revolta del 1881 va ser tornar a posar a l'ordre del dia les ambicions annexionistes de França i Espanya sobre Andorra. França ambicionava fer-se amb Andorra i creia que en mantenir-hi el coprincipat les seves esperances eren més fàcils d'assolir. Espanya tenia exactament les mateixes ambicions que França. La qüestió dels casinos va obrir els ulls a França. L'Estat s'adonà que els sollevaments també podien donar-se a Andorra. Tot aprofitant la misèria econòmica, França proposa a Andorra d'esdevenir francesa a canvi que l'Estat francès hi terciaritzi l'economia. Proposa que Espanya no acceptà i, per tant, que contrarestà amb la mateixa oferta, però amb la voluntat de castellanitzar els andorrans. Els andorrans no acceptaren cap dels dos tractes però deixaren fer els dos Estats perquè aquests començaren a millorar les infraestructures del país com a mostra de la seva suposada bona voluntat. Mentre es mantinguessin fermes a no posicionar-se, els andorrans aconseguiren a canvi la millora de les seves infraestructures sense que això comportés gaires esforços. En tot cas, la situació portà als andorrans a reivindicar-se a ells mateixos com a nació i per primer cop a la història els andorrans deixen de sentir-se catalans i comencen a canviar les seves aspiracions. D'ençà que Andorra es comportà com a Estat de cara a l'exterior malgrat que França o Espanya no els reconeguin aquest caràcter. Els andorrans comencen a expressar un sentiment clar de pertinença a una nació anomenada andorrana.
El confrontament va desembocar en una petita guerra civil després de les eleccions comunals de l'hivern del 1885 a Canillo. El triomf dels partidaris de França a les eleccions, que van acabar per dominar el Consell General, va portar el bisbe a demanar ajuda al govern madrileny. En una carta del març 1886 el bisbe Casañas deia: “els meus lleials andorrans han hagut de cedir després de vint-i-quatre hores de lluita per falta de municions, davant de l'actitud imponent dels afrancesats” i acabava demanant provisions, remarcant “estem vençuts i humiliats”.
L'esclat de la guerra es va conèixer amb el nom de “La Qüestió d'Andorra” que s'ha d'emmarcar dins de l'anomenada Qüestió d'Orient. De sobte, es van iniciar nombrosos estudis sobre l'origen i la història del país que van anar en la línia de legitimar la postura dels tres camps: colonialisme francès, dominació eclesiàstica i colonialisme pancastellà o independència de l'estat nació andorrà. El Consell General va redactar un llibret que porta precisament aquest nom i que va contribuir a tals estudis. Els profrancesos i probisbe també van fer el mateix. Els coprínceps per la seva banda van entrar en una cursa per oferir al país alguns serveis que permetessin desbloquejar la situació econòmica: els francesos obrien escoles laiques, el bisbe obria les seves, els francesos implantaven telègrafs, els bisbe implantava els seus, etc. Per als andorrans, mentre això no suposés perdre l'autonomia, van deixar els coprínceps barallar-se, al cap i a la fi només portava beneficis. En tota regla hi veiem la plasmació de la màxima del Manual Digest i refrany català dit de "fer-se l'andorrà".

### Escoles per afrancesar els andorrans
La Qüestió d'Andorra deriva en la creació de les primeres escoles al país. L'obertura d'escoles es va fer a càrrec dels comuns durant molt de temps fins que els esdeveniments que van derivar del 1881 van empènyer els coprínceps a interessar-se per l'educació del país. Els comuns contractaven un mestre que de manera general acostumava a ser capellà. A la segona meitat del segle xix els comuns van començar a contractar alguns metres laics, tot i la negativa del copríncep episcopal. El bisbe Casañas, per no perdre el control sobre l'ensenyament dels nens i nenes andorranes, que s'havien d'adoctrinar segons l'ètica de l'Església, va voler obrir ràpidament les seves pròpies escoles a partir del moment en què el copríncep francès instal·là la primera escola laica al país. L'any 1882 es va establir a Canillo l'escola religiosa de la Sagrada Família, encara dempeus en l'actualitat, seguida de la d'Andorra la Vella (1883) i Sant Julià de Lòria (1887).
Amb la fi de contrarestar aquest avenç progressiu, França va proposar les primeres beques estudiantils a noies andorranes que volguessin estudiar magisteri. Tot seguit, l'any 1900 el copríncep francès va instal·lar a Sant Julià de Lòria i a Andorra la Vella dos centres escolars més. La implantació d'escoles per part dels coprínceps podria emmarcar-se dins del nacionalisme supremacista que viva França al segle xix, però també i sobretot en la Qüestió d'Andorra, ja que es presenta com una eina per afrancesar els andorrans i fer-los renunciar així a la seva autodeterminació, cosa que transforma la iniciativa en ideològica. Aquest volia incorporar necessàriament el francès i el laicisme a les escoles. Per tant, els infants eren castigats si s'atrevien a parlar català, occità o una altra llengua que no fos la francesa. Jules Ferry, el ministre que es va encarregar de les escoles del país, era partidari del colonialisme. Les escoles andorranes del sistema francès van haver d'adaptar-se també a aquestes exigències.

## El despertar de la consciència nacional
De mentre que la revolució industrial guanyava terreny a Europa, a Alemanya i Itàlia el romanticisme va permetre la unió dels dos països. Anomenat també nacionalisme cultural, el romanticisme va ser clau per al despertar de la consciència nacional andorrana, txeca, romanesa, grega o sèrbia. En aquells anys a Europa els nacionalismes romanès, serbi o txec reclamaven el seu dret a l'autodeterminació. Aquesta crisi va rebre el nom de Qüestió d'Orient, d'aquí la transcendència de la Qüestió d'Andorra.
Guillem d'Areny-Plandolit menciona als seus escrits Andorra com un país del qual ell mateix en forma part: "participar més o menys directament en el govern i administració del país (...) s'ha regit aquesta República (...) res més distant de l'ànima del nou govern (...) a excepció dels ramats de la República (...)" i finalment "aquest país es troba incomunicat". Són totes frases extretes de diferents escrits seus i que deixen clar que la societat andorrana s'adonava progressivament que allò que sentien era la pertinença a una nació.
Les excursions a Andorra d'estrangers romàntics acaba confirmant que a Andorra els andorrans expressen sentiment de pertinença a la nació andorrana. Els escrits deixen constància de forma molt reiterada de la visió que els andorrans fan d'ells mateixos. Aquesta concep Andorra ja com un país a part malgrat que França o Espanya no ho vegin així.
Tanmateix, la Qüestió d'Andorra va més enllà. Arrere de la nomenclatura hi trobem diversos projectes pannacionalistes discordants:
- el pannacionalisme català o catalanisme
- el nacionalisme andorrà
- el pannacionalisme francès
- el pannacionalisme castellà o espanyolisme

És el pancastellanisme qui mira de recrear al segle xix la Hispània visigòtica i això comportava tenir sota un mateix i únic Estat a Portugal, els Països Catalans i Galícia. És el pannacionalisme francès qui veu a Catalunya, el País Basc o a Flandes unes "fronteres naturals". Aquests dos projectes nacionalistes d'àmbit imperial toparen amb el nacionalisme irredemptista català. El pannacionalisme català pretenia crear un Estat únic amb una nació única i que inclogués tots els territoris de parla catalana així com es creà Itàlia o Romania, Albània o Grècia; entre d'altres. Els Països Catalans que és el nom d'aquest Estat que inclou Andorra.
Andorra esdevé doncs el nucli sobre el qual giren aquests tres tipus de projectes nacionalistes. El fruit dona la segregació sentimental dels andorrans envers Catalunya. Els andorrans davant la situació i en plena Renaixença catalana comencen llavors a expressar un sentiment secessionista que es tradueix en el nacionalisme andorrà actual. La nació andorrana neix doncs al segle xix arran de la Qüestió d'Andorra.

### La Renaixença

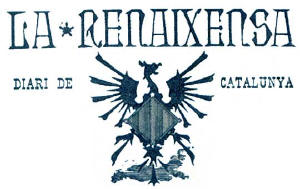
La capçalera de la Renaixensa, un diari català il·lustratiu del moviment de recuperació cultural i lingüística de Catalunya.

L'etapa de foscor viscuda arreu dels Països Catalans durant l'edat moderna va acabar finalment gràcies a l'arribada del romanticisme. La llengua d'Andorra, compartida amb la resta de Països Catalans, va reprendre amb força. Sota l'impuls del moviment romàntic, Catalunya també va viure un despertar nacional com aquell que es va donar a Andorra.
Aquest despertar es va traduir en la recuperació de la llengua a través de la literatura, la història, les tradicions i finalment en la política (catalanisme) com molts altres moviments nacionalistes de l'època (ex.: el finès, el danès, el txec, el sionista, l'albanès, el romanès, etc). Un procés conegut amb el nom de Renaixença.
La societat alta i baixa va enfortir la llengua catalana, així com la cultura catalana. Apareixen els Jocs Florals, l'Oda a la Pàtria de Bonaventura Carles Aribau, però també nombrosos estudis sobre la llengua catalana. Estudis que portaran a reformes ortogràfiques i a una primera premsa escrita en català.
A Andorra el català ja era parlat des de l'Edat Mitjanal i malgrat la Decadència de l'Època Moderna, la llengua del país mai va defallir. L'arribada d'aquest moviment renaixentista català degué enfortir considerablement l'ús del català a Andorra. A l'escola, però, és molt probable que s'hi ensenyés el francès si s'escollia el sistema francès. A França les lleis de Jules Ferry van anar en la mateixa direcció iniciada per la Convenció Nacional. Per tant, el francès era l'única llengua permesa i la implantació d'una escola francesa a Andorra havia de seguir aquestes normes.
Tot i la insistència de França o Espanya per castellanitzar o afrancesar els andorrans amb les escoles, la Renaixença Catalana donà motius per a posar en valor la llengua pròpia dels andorrans i, així, nasqué un sentiment nacionalista andorrà alhora que a Catalunya el catalanisme decidí prendre la via de la secessió en donar-se per vist que la construcció d'una federació de nacions és impossible degut a Castella i la seva constant insistència d'exterminar qualsevol mostra de diversitat.